# Bacharnsdorf
Bacharnsdorf ist eine Ortschaft der Marktgemeinde Rossatz-Arnsdorf im Bezirk Krems-Land in Niederösterreich. Die Ortschaft hat 29 Einwohner (1. Jänner 2024).

## Geografie
Das Dorf an der Donau liegt an der Mündung des Dürrenbaches, der über das Kupfertal aus dem Dunkelsteinerwald kommt. Durch den Ort führt die Aggsteiner Straße.

## Geschichte
Das Kupfertal war bereits dem Römern bekannt.
Im Jahr 1822 wurde der Ort als Dorf mit 13 Häusern genannt, das nach Mitterarnsdorf eingepfarrt war und die Kinder nach Hofarnsdorf eingeschult wurden. Die Herrschaft Arnsdorf besaß die Ortsobrigkeit, übte die Landgerichtsbarkeit aus und besorgte die Konskription.
Laut Adressbuch von Österreich war im Jahr 1938 in Bacharnsdorf ein Obst- und Gemüsehändler ansässig.

## Sehenswürdigkeiten
- Burgus Bacharnsdorf, ein römischer Limesturm
- Haus Bacharnsdorf 10, ehemaliger Hof des Johannes-Spitals von Salzburg[4]
- „Römerstraße“, historisches Straßenstück mit Pflasterung und Spurrillen z. T. aus römischer Zeit, z. T. aus dem Mittelalter südöstlich des Ortes im Kupfertal (Dunkelsteiner Wald)
- Türkentor, Befestigungsanlage aus den Türkenkriegen im Kupfertal

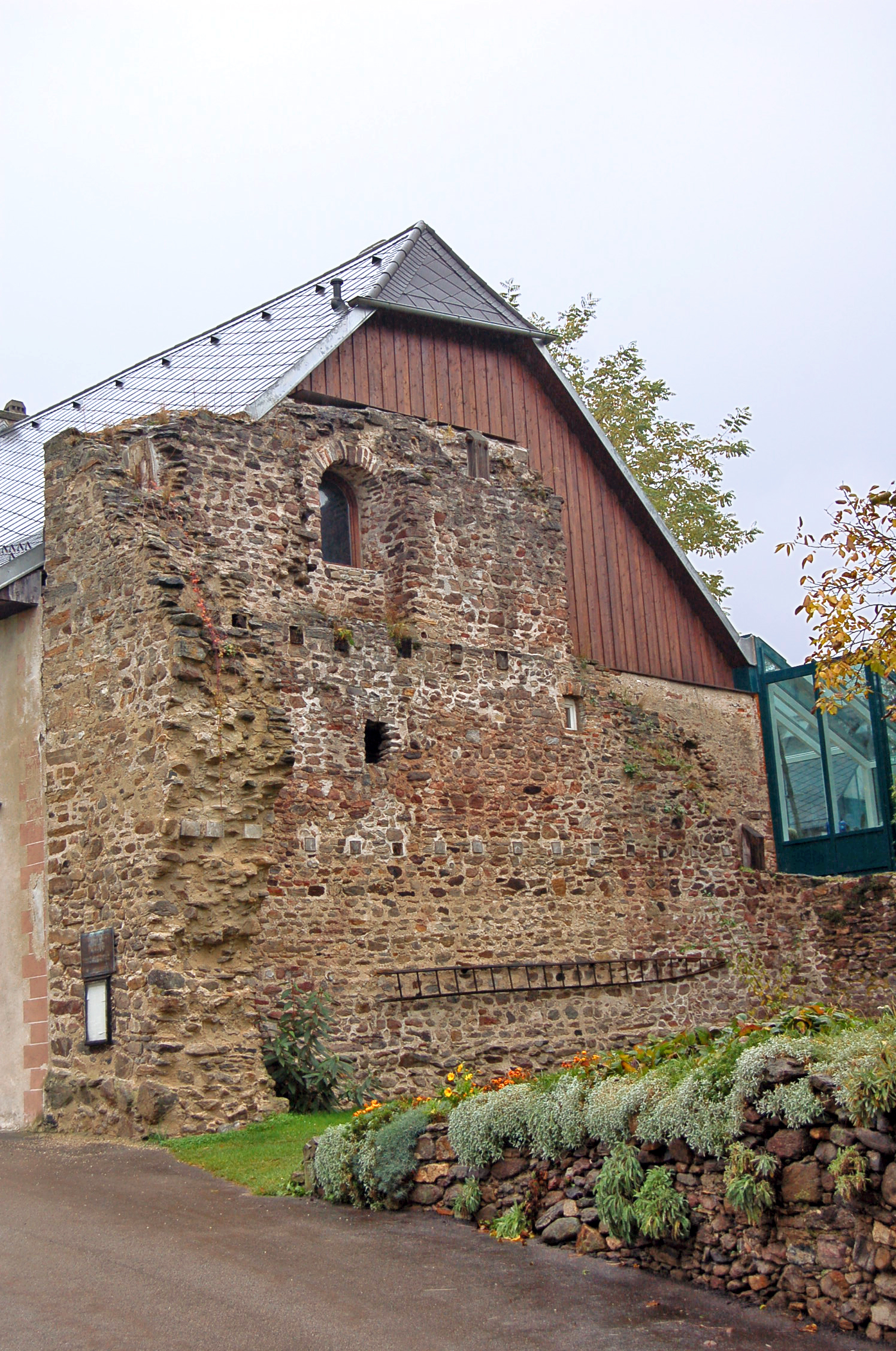
Burgus
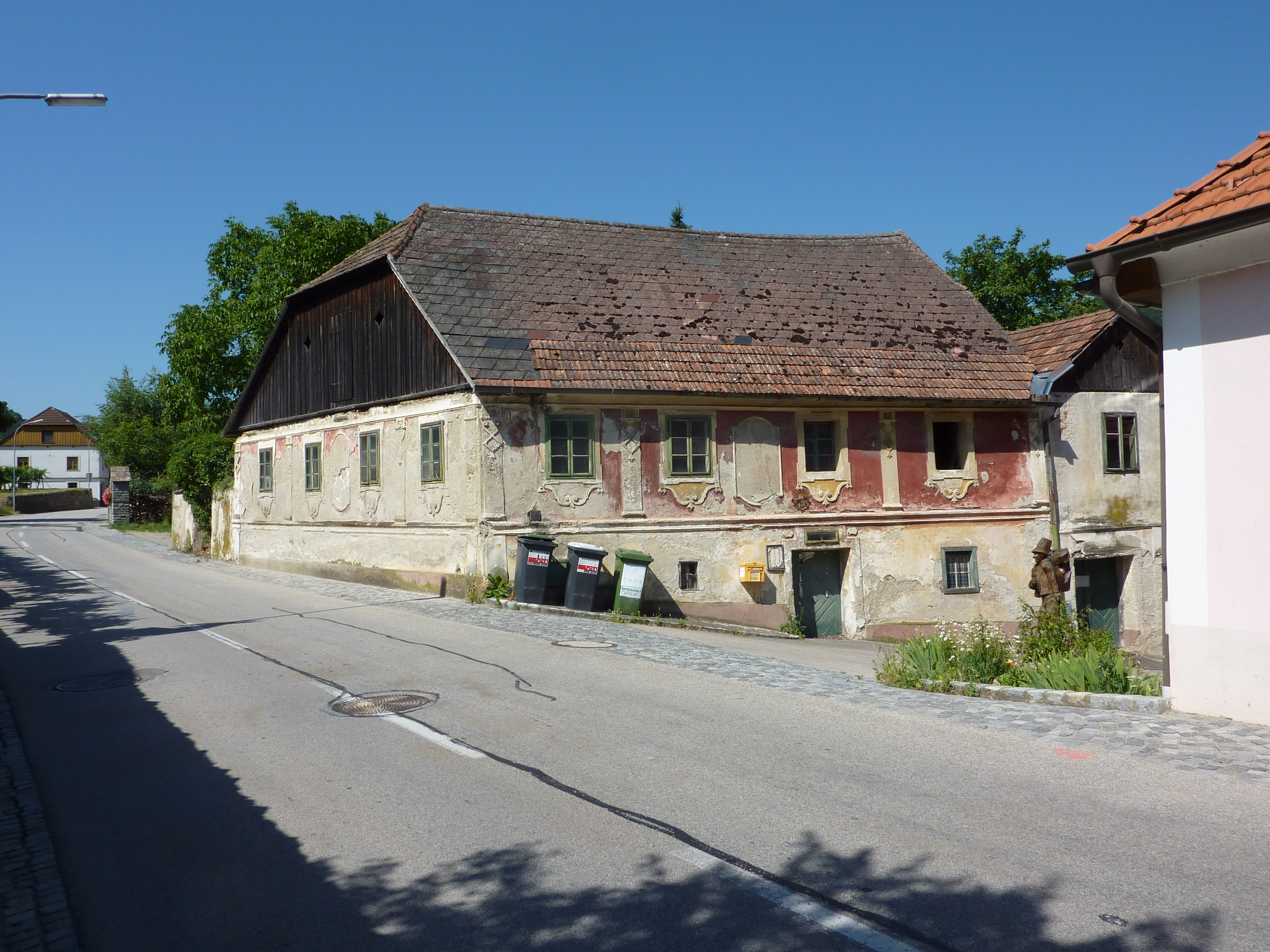
Bacharnsdorf 10
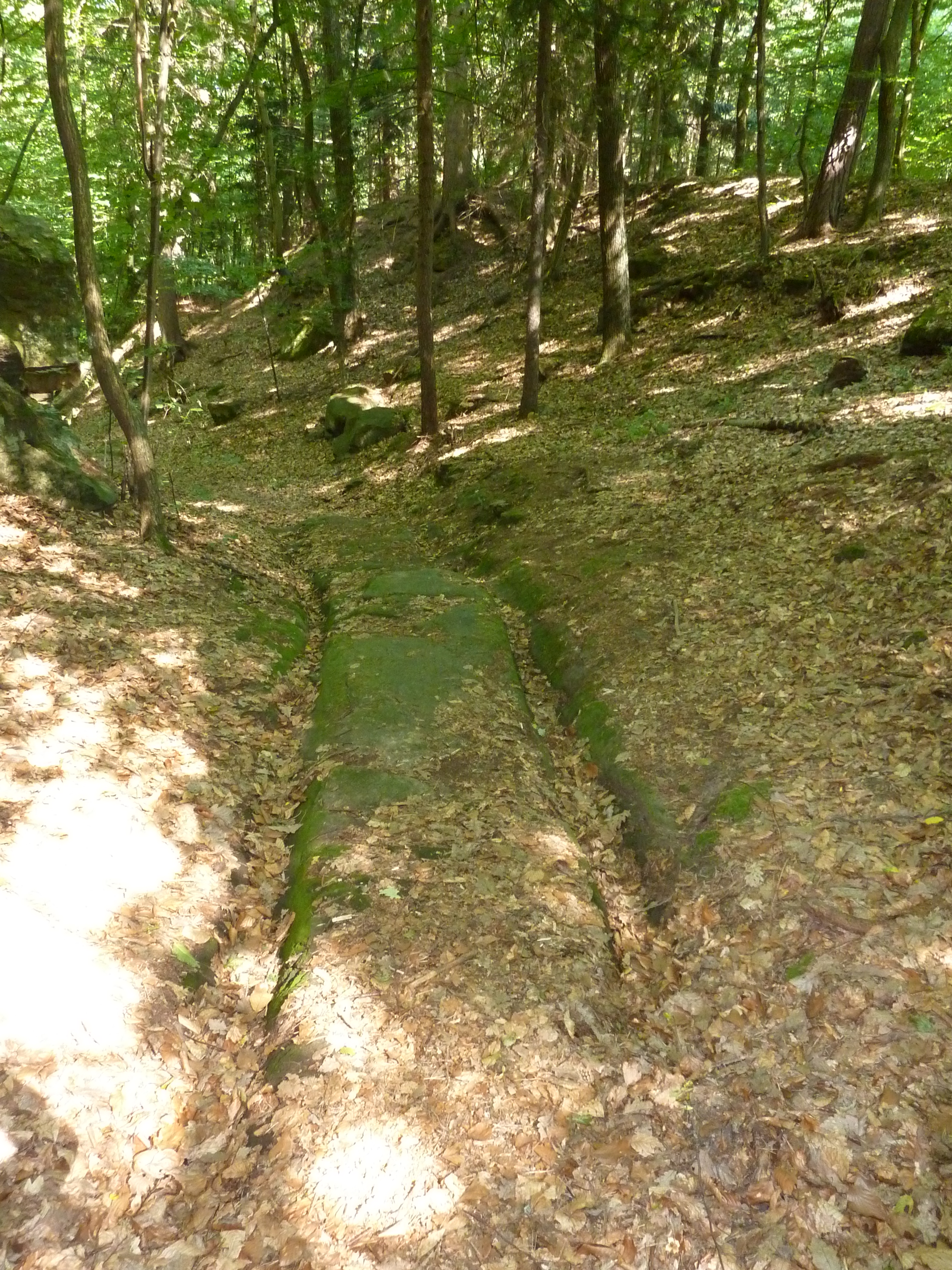
Römerstraße
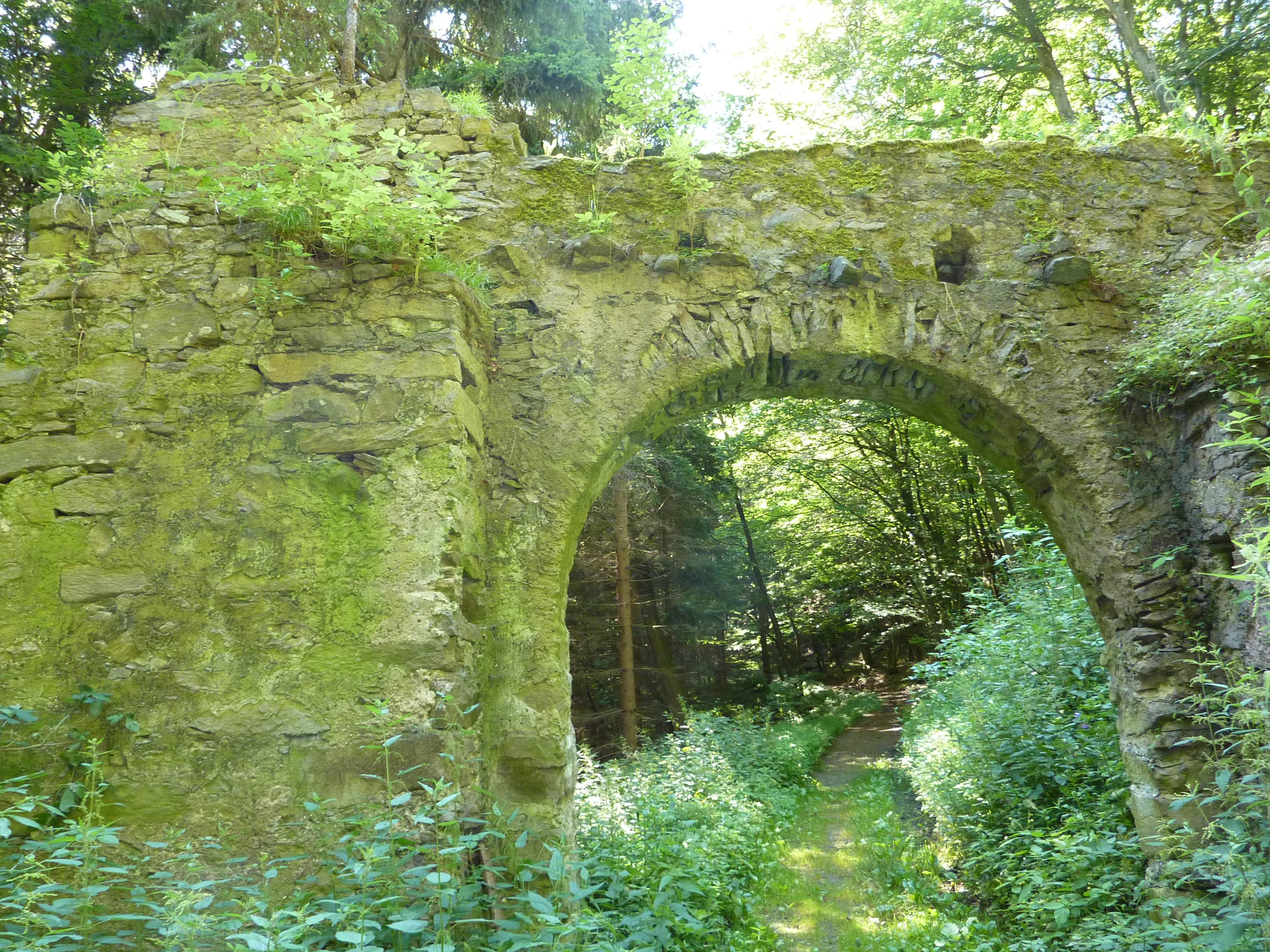
Türkentor